# 裴彦先
裴彦先（？—？），河东郡闻喜县（今山西省运城市闻喜县）人，出自河东裴氏定著五房之一的南来吴裴，北魏官员。

## 生平
裴彦先年少时有志向，他的叔叔裴叔业向北魏献出寿春投降后，裴彦先于景明二年（501年）逃走归附北魏。北魏朝廷赞赏裴彦先，任命他担任通直散骑常侍，封雍丘县开国子，食邑三百户。裴彦先外任赵郡太守，行政只贯彻大事。正始年间，裴彦先转任勃海郡相。当时元愉起兵反抗中央，向郡县征兵，裴彦先不从，被元愉拘捕，裴彦先越狱得以幸免，出家为僧人，秘密的行进到洛阳。元愉被平定后，魏宣武帝元恪敕令裴彦先返回勃海郡。延昌年间，裴彦先去世，虚岁六十一。熙平年间，朝廷赠予裴彦先持节、左将军、南青州刺史，谥号惠恭。

## 家庭

### 父亲
- 裴令宝

### 兄弟姐妹
- 裴绚，北魏扬州治中
- 裴彦远，北魏员外散骑侍郎、杨平郡北平郡二郡太守、平州诸军事、平州刺史、召陵郡开国公
- 裴氏，嫁北魏员外散骑常侍、中垒将军、云陵县男韦伯昕

### 子女
- 裴约，北魏代理勃海郡太守、雍丘县子